# Umaro Sissoco Embaló
Umaro El Mokhtar Sissoco Embaló (Bissau, 23 de setembro de 1972) é um político guineense e o atual presidente da República da Guiné-Bissau, desde 27 de fevereiro de 2020. Anteriormente, foi primeiro-ministro do país, de 2016 até 2018. É especializado em questões africanas e do Médio Oriente.

## Biografia
Umaro Sissoco Embaló frequentou a licenciatura em relações internacionais, pelo Instituto Superior de Ciências Sociais e Políticas da Universidade Técnica de Lisboa, com mestrado em ciências políticas pelo Instituto de Estudos Internacionais de Madrid, e doutoramento em relações internacionais pela Universidade Complutense de Madrid.
É poliglota e domina fluentemente o português, o espanhol, o francês, o árabe e o suaíli.
Formou-se também como general de brigada no curso de capacitação de quadros de oficiais militares que o país mantém com o Brasil, Cuba e Portugal, concluindo sua formação no exterior.
A 18 de novembro de 2016 foi nomeado primeiro-ministro, tendo tomado posse do cargo no dia 13 de dezembro de 2016.
O novo primeiro-ministro da Guiné-Bissau assumiu o posto com um boicote do seu próprio partido, o Partido Africano para a Independência da Guiné e Cabo Verde (PAIGC), que através do seu Comité Central deu-lhe um voto de desconfiança de cento e doze votos a favor e onze contra no dia 26 de novembro de 2016.
Como chefe de governo, pôde contar com apoio de somente do Partido para a Renovação Social, a segunda maior bancada da Assembleia Nacional Popular da Guiné-Bissau.
Em 13 de janeiro de 2018, após entrar em rota de colisão com o presidente José Mário Vaz, em função deste ter-se colocado ao lado das demandas de João Fadiá (Ministro das Finanças) e Botche Candé (Ministro do Interior), Embaló solicitou sua demissão do cargo, tendo sido efetivada em 16 de janeiro de 2018.
Desde 27 de fevereiro de 2020, é o presidente da República da Guiné-Bissau.
A 24 de outubro de 2023, foi agraciado com o grau de Grande-Colar da Ordem do Infante D. Henrique, de Portugal.

## Galeria

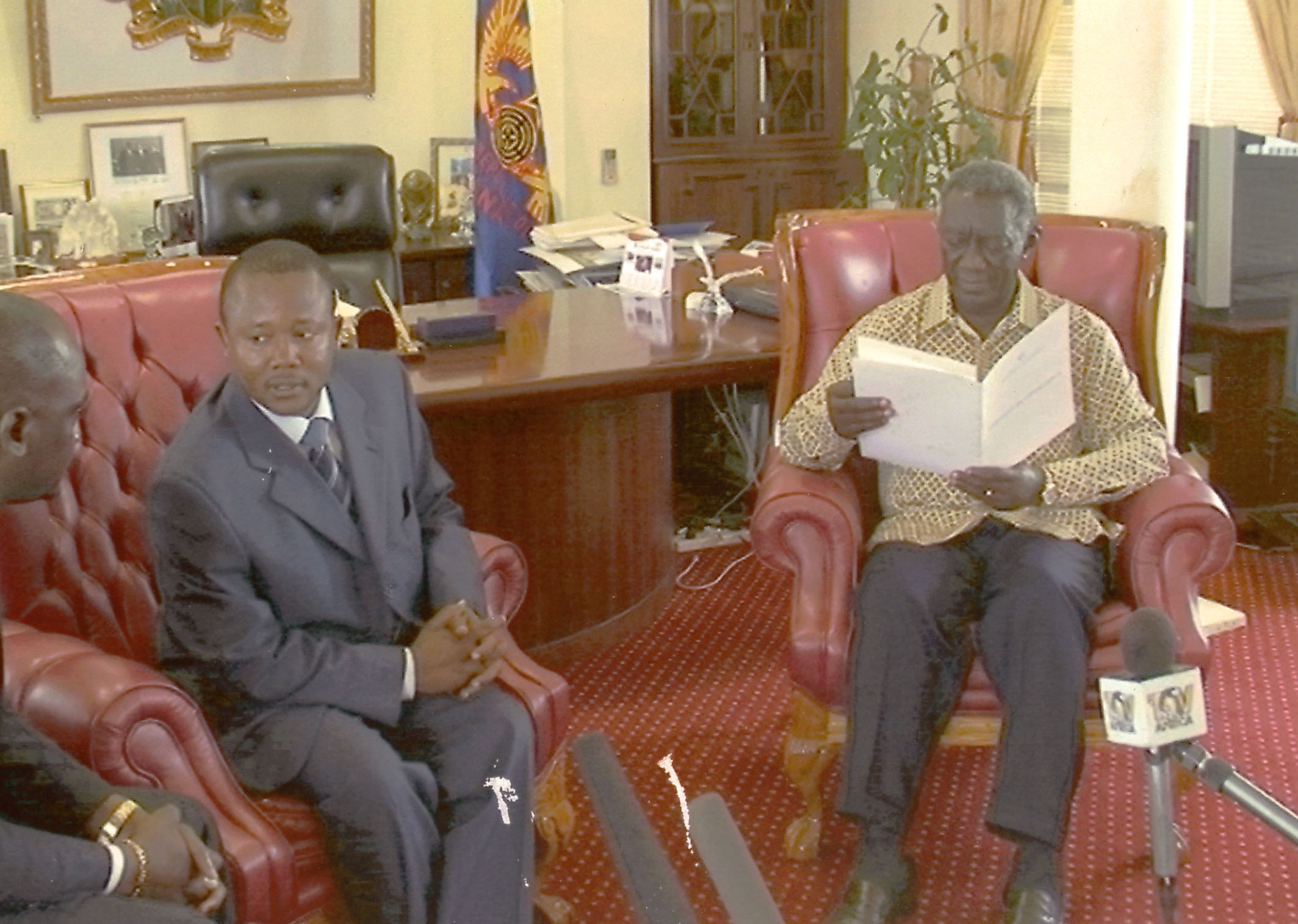
Embaló com o ex-presidente do Gana, John Kufuor
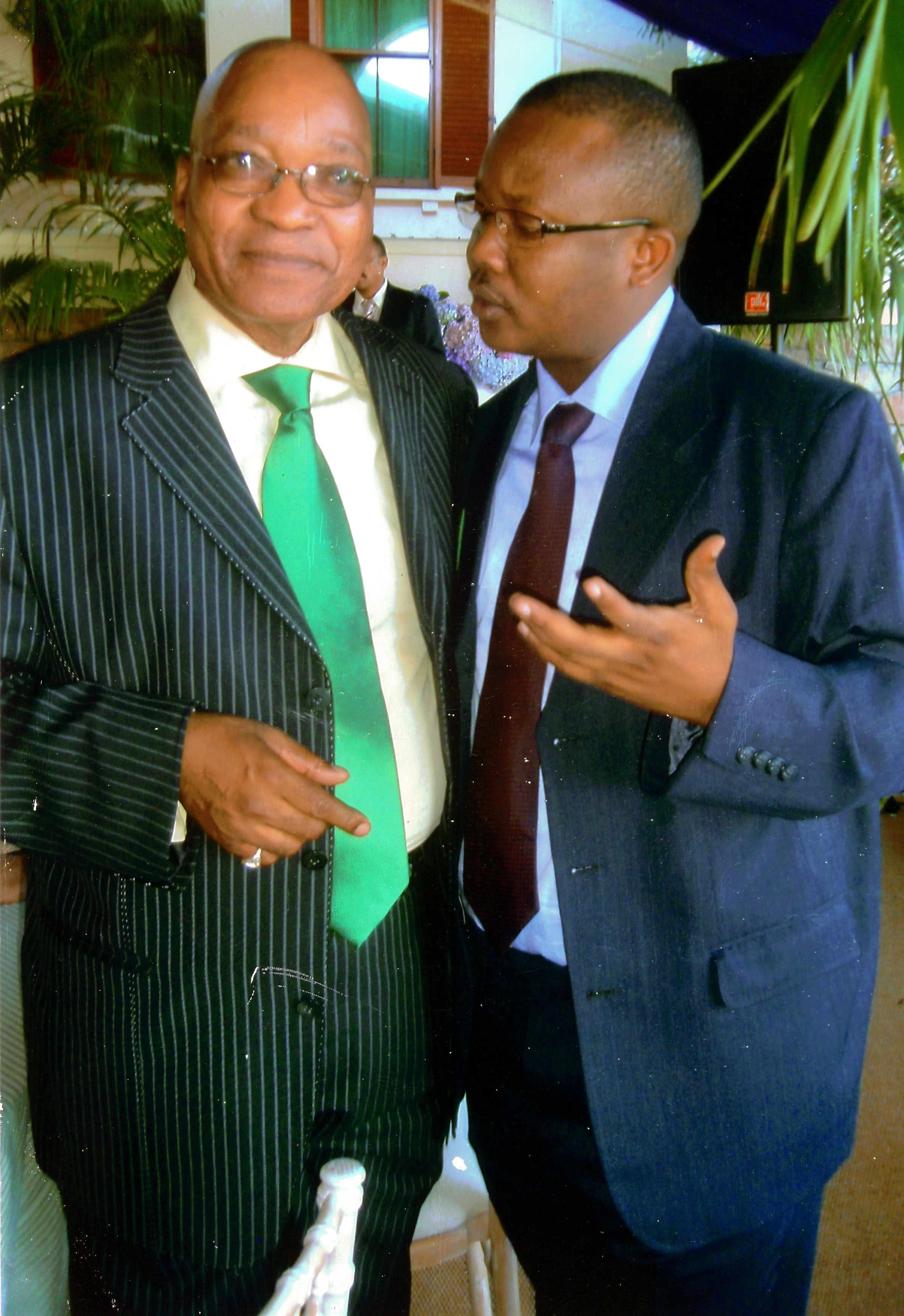
Embaló em conversa com o presidente sul-africano Jacob Zuma
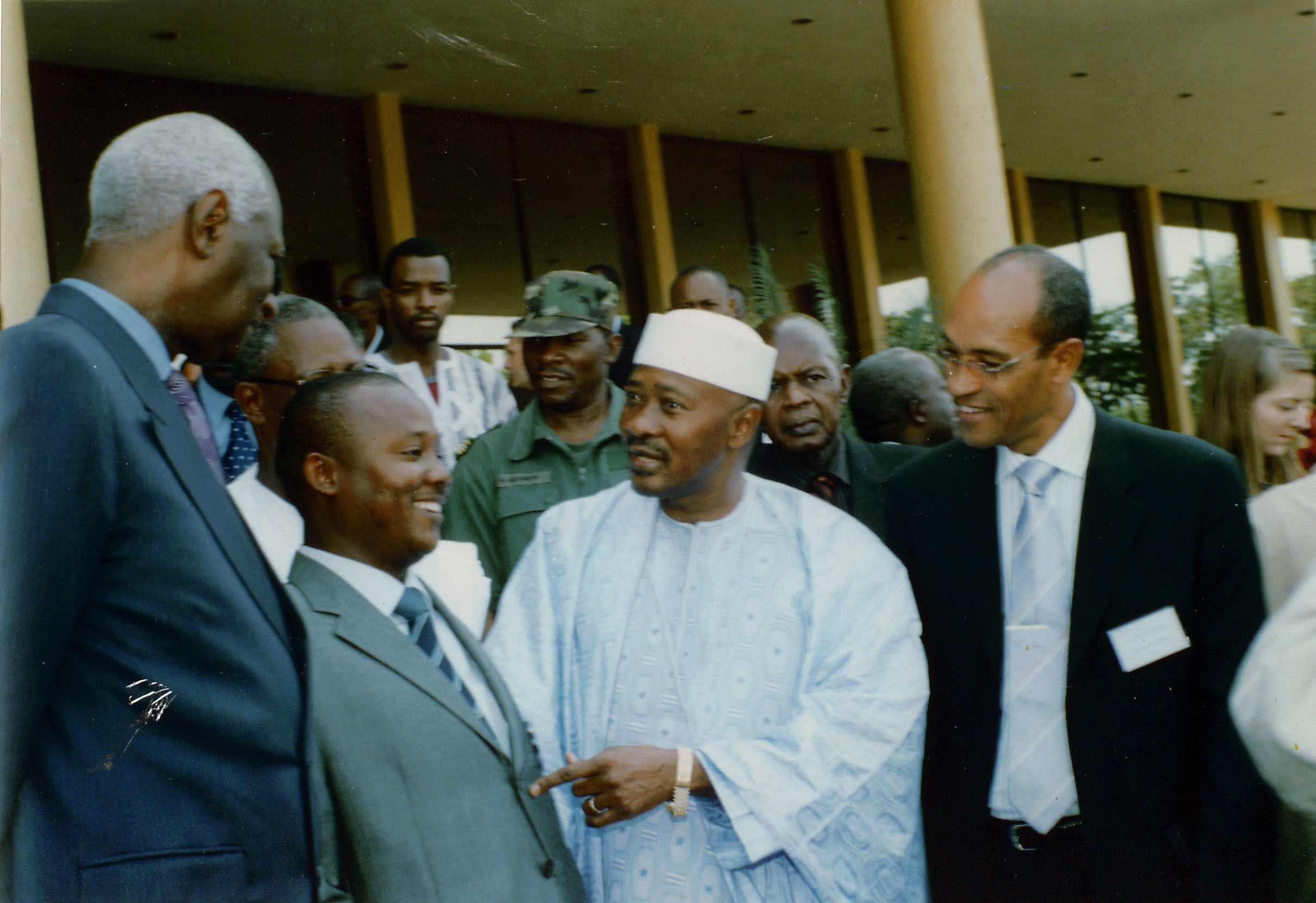
O general Embaló entre Abdou Diouf e Amadou Toumani Touré
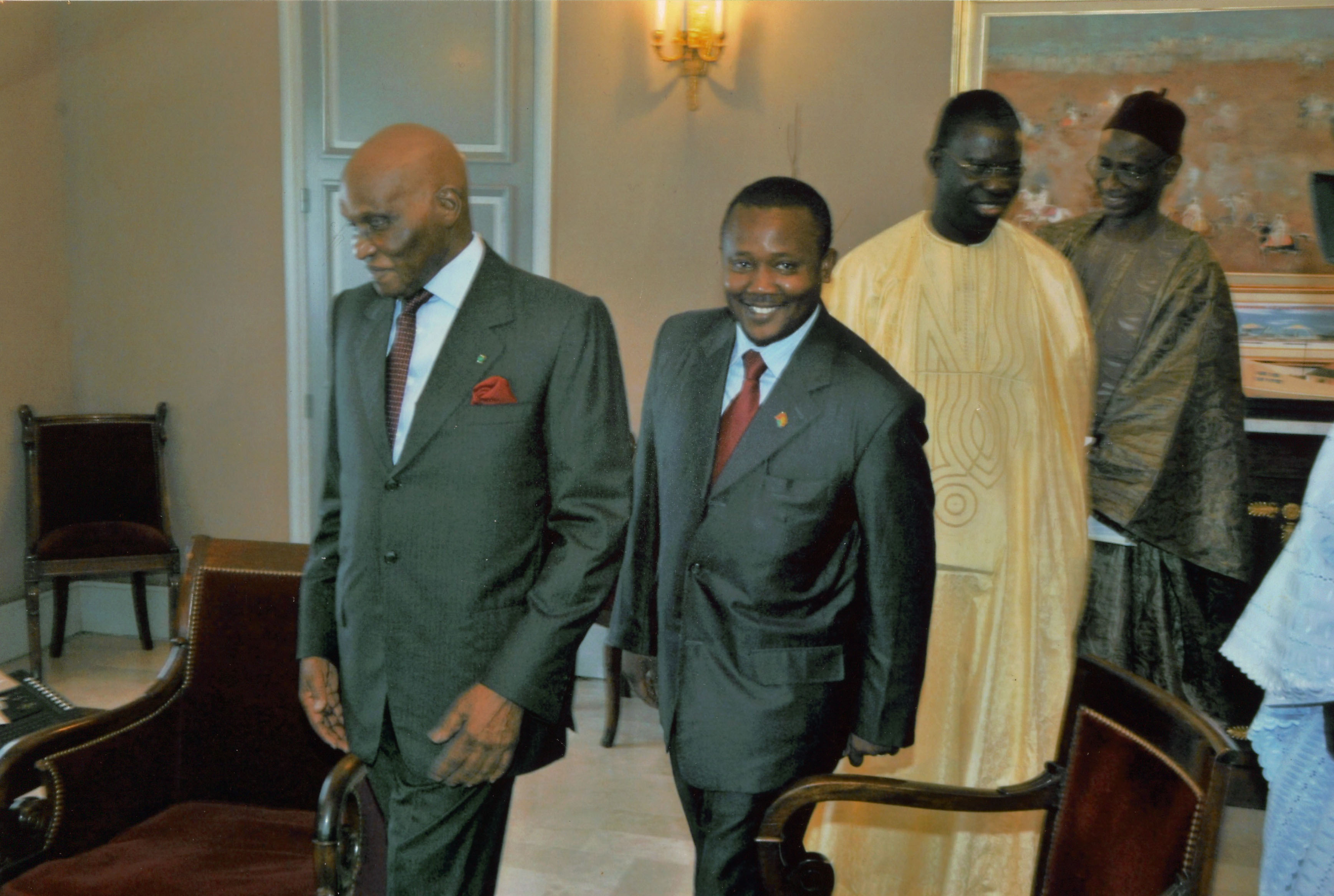
Embaló com Abdoulaye Wade, antigo presidente do Senegal.
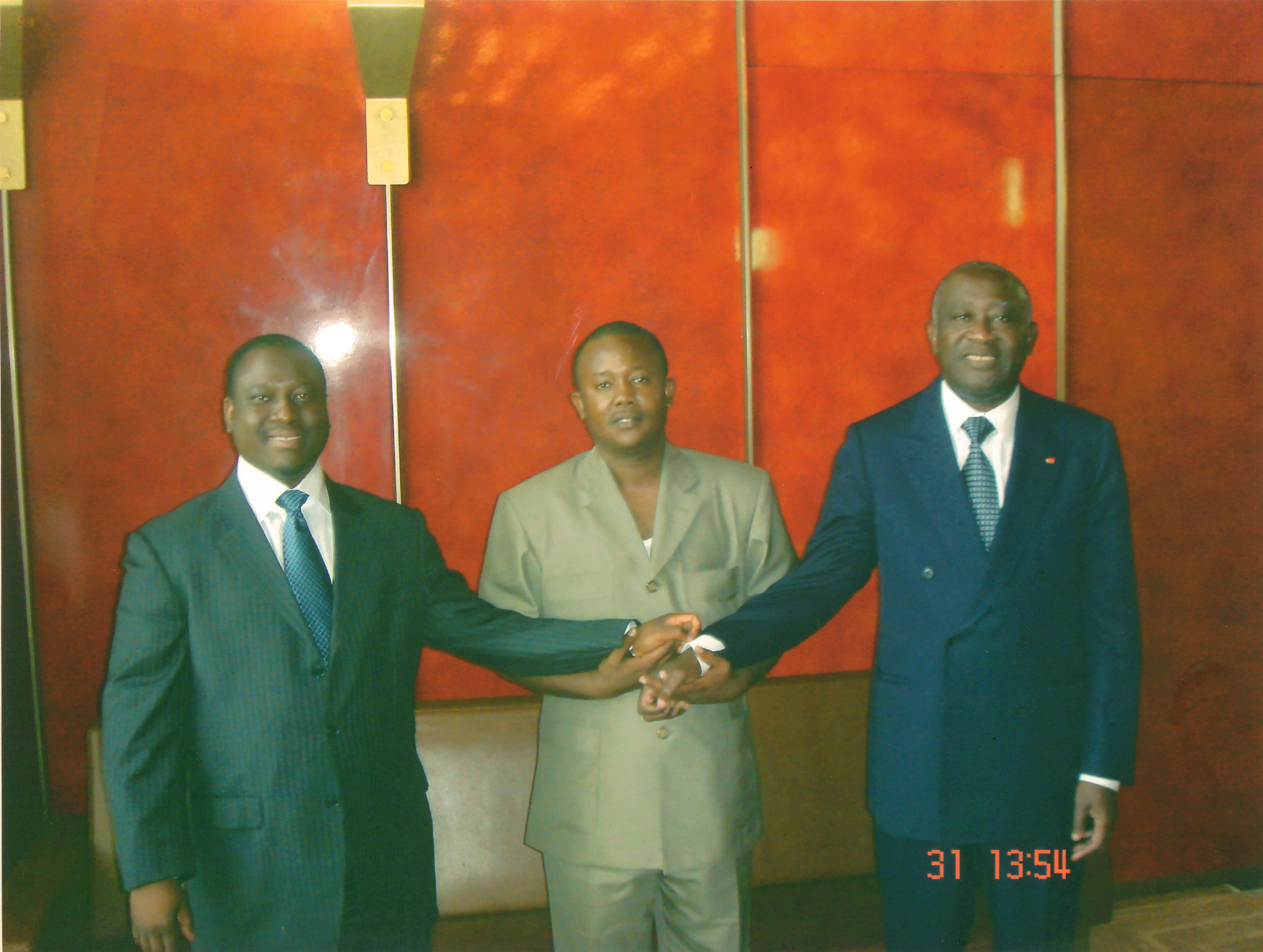
O general de mãos dadas com Guillaume Soro e Laurent Gbagbo